# Sons of Liberty (Band)
Sons of Liberty ist ein US-amerikanisches Soloprojekt des Gitarristen und Sängers Jon Schaffer. Ziel seines Projektes ist es, mit seiner Musik die Menschen anzuregen, sich ohne politische Beeinflussung Gedanken über die Situation auf der Welt zu machen. Die Idee zum Namen der Band stammt von den Sons of Liberty, welche um 1750 in den USA gegen das von Premierminister George Grenville verabschiedete Stempelgesetz kämpften.

## Geschichte
Im Dezember 2009 gab Jon Schaffer, Gründer und Frontmann der Band Iced Earth, bekannt, dass er seit einigen Monaten an seinem Soloprojekt Sons of Liberty gearbeitet hatte. Kurz darauf stellte er seine eigene Website online, auf der er erste Songs veröffentlichte. Im April 2010 gaben Iced Earth zusammen mit Sons of Liberty bekannt, dass sie beim deutschen Plattenlabel Century Media einen Vertrag abgeschlossen haben. Zudem kündigte Schaffer an, dass er im Juli desselben Jahres sein Debütalbum veröffentlichen werde.
Brush-fires of the Mind erschien am 9. Juli, sowohl als freier Download auf seiner eigenen Homepage, als auch als kaufbare CD in einer besseren Qualität bei Century Media. Schaffer übernahm bei dem Album sowohl den Gesang und die Gitarre; das Schlagzeug spielte er mittels eines Computerprogrammes ein. 
Kurz nach dem Release des Debütalbums erschienen auf dem offiziellen YouTube-Account von Century Media Interviews mit Schaffer, in denen er über die Lage seines Landes diskutierte. Im September 2010 ging Schaffer zusammen mit seiner Band Iced Earth und Sons of Liberty auf Tournee, wo erstmals Lieder seines Soloprojektes live gespielt wurden.

## Rezeption
Das Album wurde musikalisch unterschiedlich bewertet und meist als Fortsetzung des Konzepts von Iced Earth angesehen. Das deutsche Magazin Rock Hard hob Schaffers musikalische Eigenleistung und seine Tätigkeit als Leadsänger positiv hervor und vergab 8 von 10 möglichen Punkten. Die Inhalte stießen jedoch auf scharfe Kritik bei führenden Fanzines. Angeführt wurden die schwerwiegenden Texte, die sich meist gegen den US-amerikanischen Staat und die Banken richteten. Zudem waren die Enden fast aller Lieder durch Zitate amerikanischer Politiker geprägt, die teilweise mit Reden von Adolf Hitler zusammengeschnitten wurden. Auch die Vorstellung des Projekts in einer Sendung des als Verbreiter von rechtsextremen Verschwörungstheorien eingeschätzten Radiomoderators Alex Jones löste Kritik aus. Schaffer wies zurück, dass er sich Teile seiner Fangemeinde dadurch entfremdet habe. Auf diese würde er sowieso keinen Wert legen.

## Diskografie
- 2010: Brush-fires of the Mind (Album, Century Media)